# Canal Street (métro de New York)
Pour les articles homonymes, voir Canal Street.
Canal Street est une station souterraine du métro de New York située à la frontière des quartiers de Chinatown, Little Italy et SoHo et au niveau de Canal Street au sud-ouest de Manhattan. Elle est située sur trois lignes (au sens de tronçons du réseau), l'IRT Lexington Avenue Line (métros verts), la BMT Broadway Line (métros jaunes) et la BMT Nassau Street Line (métros marron), issues respectivement des réseaux des anciennes Interborough Rapid Transit Company (IRT) et Brooklyn-Manhattan Transit Corporation (BMT). Sur la base des chiffres 2012, la station était la 15e plus fréquentée du réseau.
Au total, huit services y circulent :
- les métros 6, J, N et Q y transitent 24/7 ;
- les métros R y circulent tout le temps, sauf la nuit (late nights) ;
- la desserte <6> fonctionne en semaine durant les heures de pointe dans la direction la plus encombrée ;
- la desserte Z fonctionne durant les heures de pointe dans la direction la plus encombrée ;
- les métros 4 s'y arrêtent uniquement la nuit (late nights).